# Mo Shilong
Pour les articles homonymes, voir Shilong (homonymie).
Mo Shilong ou Mo Che-Long ou Mo Shih-Lung (莫是龍), surnoms: Yunqing et plus tard Tinghan, noms de pinceau: Qiushi, Zhenyi Daoren, etc. C'est un peintre chinois du XVIe – XVIIe siècles, il est originaire de Huating qui est un district administratif de la province du Gansu en Chine. Il est né en 1539 dans le district de Songjang et mort en 1587.

## Biographie
Mo Shilong est le fils de Mo Rhuzhong, notable influent de Huating. Mo est connu comme poète, calligraphe, peintre de paysage et surtout critique d'art auteur du Huashuo, propos sur la peinture. Personnalité de penseur génial, d'esthète et de peintre, il occupe le centre d'une petite coterie d'esprits élégants et, bien que comblé de tous les dons, ne se préoccupe guère de faire carrière, par négligence ou détachement. La mort le surprend d'ailleurs avant qu'il puisse édifier une œuvre propre à assurer sa survie auprès de la postérité. Celle-ci ne retiendra de lui qu'un nom, tandis que la gloire normalement promise à ses talents échoit au peintre Dong Qichang. 
Il semble en effet certain que la plus grande part des théories esthétiques infiniment réputées et influentes de Dong ne sont que la simple reprise des idées de Mo, puisque aussi bien, c'est chez le père de celui-ci, et donc à son contact, que Dong reçoit le meilleur de son éducation littéraire et artistique. Sans réduire Dong Qichang aux dimensions d'un plagiaire chanceux, il convient néanmoins, par souci d'honnêteté historique, de restituer à Mo ce qui lui revient dans l'œuvre d'un autre homme, lequel a, par contre, le génie d'orchestrer ses idées neuves et de leur insuffler une capacité de longue survie. Les quelques paysages qui subsistent de Mo Shilong sont très marqués par le style de Huang Gongwang.

## L'École de Huating
Un groupe de peintre rassemblés autour de Dong Qichang se fait connaître sous le nom de l'École de peinture de Huating ou de Songjiang. Sous la dynastie des Ming, Huating est le site du gouvernement préfectoral de Songjiang et une ville industrielle et commerciale de date récente. Elle compte deux cent mille habitants au XVe siècle. À la dynastie des Yuan, Huating devient un centre artistique. Sous la dynastie des Ming, Huating est connue pour plusieurs de ses peintres et calligraphes illustres, dont Shen Du (1357-1434), Shen Can (1379-1453), Zhang Bi (1425-1487), Mo Shilong, Gu Zhengyi (actif vers. 1570-1596) et Sun Kehong.
Au nombre des amis lettrés de Dong Qichang, figurent Mo Shilong, qui est plus âgé que lui, et Chen Jiru qui a à peu près son âge. Les trois hommes, qui partagent de nombreux intérêts, se réunissent souvent pour débattre de livres et de peintures antiques. Ils s'inspirent mutuellement, et à partir de leurs discussions, Dong Qichang élabore sa théorie de la peinture, consignée plus tard dans le Huazhi (principe de la peinture). Pour Dong Qichang et ses amis, Mo shilong son aîné et Chen Jiru son contemporain, deux esprits s'opposent dans l'histoire du paysage, comme s'opposent dans l'histoire du bouddhisme Chan deux conceptions de l'Éveil.
Enfin, à cette époque, l'opposition entre peintres lettrés et professionnels s'efface. Avec Don Qichang se crée un nouvel académisme, et la tension s'exprime surtout entre le courant orthodoxe, et le courant individualiste, qui atteint l'extravagance, sous le règne de Qianlong, avec les « Excentriques de Yangzhou  ». Encore l'opposition n'est-elle pas aussi nette qu'on le fait apparaître entre orthodoxes et individualistes. La rigueur caractérise les écrits théoriques de Dong et de ses amis Mo Shilong et Zhang Jiru.

## Musées
- Paris Mus. Guimet:

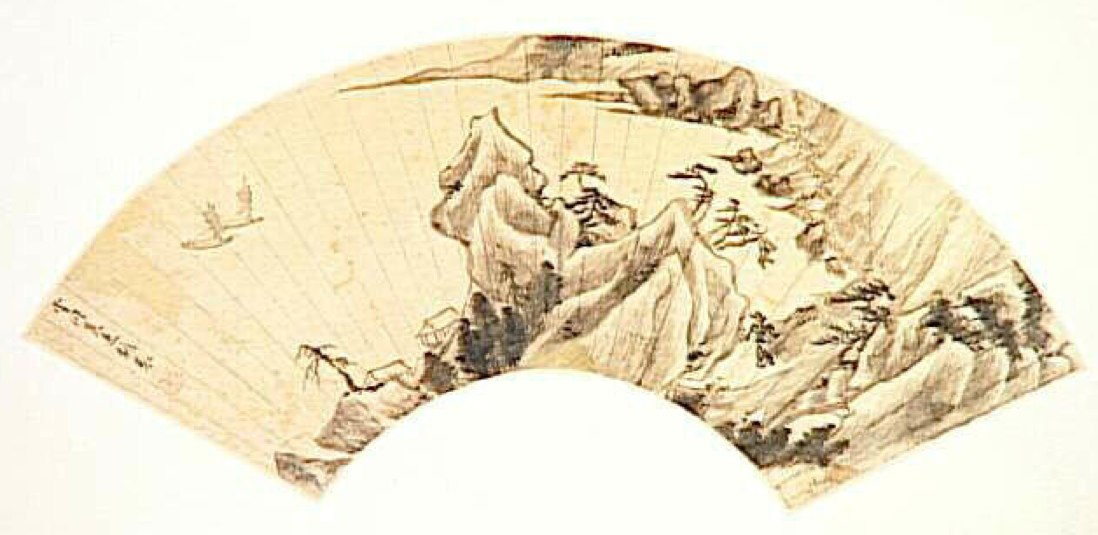
Paysage, éventail par Mo Shilong.

  - Paysage, encre sur fond or, éventail signé.
- Princeton (University Art Mus.):
  - Hautes montagnes et ruisseaux sinueux, signé et daté 1567.
- Shanghai:
  - Ruisseau dans un ravin, Couleurs sur papier, rouleau en longueur.
- Taipei (Nat. Palace Mus.):
  - Chaumières sur les collines de l'Est, signé et accompagné d'un poème.